# Сочи Автодром
«Сириус Автодром» (до 1 апреля 2024 года — «Сочи Автодром») — гоночная трасса для проведения автомобильных соревнований в посёлке Сириус Краснодарского края России.
Располагается в Имеретинской низменности на территории Олимпийского парка Сочи. Идея трассы вокруг Олимпийского парка зимних Олимпийских игр 2014 года схожа с автодромом имени Жиля Вильнёва и трассой Homebush Street Circuit вокруг олимпийского парка в Сиднее. Работает в круглогодичном режиме.
С 1 апреля 2024 года переименована в «Сириус Автодром».

## История
14 октября 2010 года при поддержке Правительства Российской Федерации и в присутствии Владимира Путина в Сочи подписано соглашение между ОАО «Центр „Омега“» и компаниями группы Formula One Management (FOM) на организацию Формула-1 Гран-при России. Контракт рассчитан на семь лет с возможностью продления. 28 октября 2010 года «Центр „Омега“» заключил договор на проектирование трассы с компанией Tilke Gmbh & Co. KG. На строительство трассы выделено 5,8 млрд рублей из федеральных источников. Ответственный исполнитель по строительству объекта — ОАО «Центр передачи технологий строительного комплекса Краснодарского края „Омега“».
17 июля 2011 года в целях популяризации автоспорта в России здесь был организован гоночный фестиваль — автошоу «Формула Сочи 2011», в котором приняли участие три команды Формулы-1: Red Bull Racing, Renault и Marussia Virgin Racing.
4 февраля 2013 года для оценки хода строительства трассы «королевских гонок» Сочи посетил руководитель Формулы-1 Берни Экклстоун.
30 мая 2014 года промоутер Формулы-1 Гран-при России представил бренд «Сочи Автодром» и открыл сайт sochiautodrom.ru, который стал официальным каналом продажи билетов. 19 августа 2014 года делегация Международной автомобильной федерации (FIA) во главе с гоночным директором Формулы-1 и делегатом по безопасности FIA Чарли Уайтингом посетила Сочи Автодром для оценки его готовности к проведению гонок. После тщательной проверки комиссия постановила, что автодром готов к принятию автомобильных соревнований международного уровня. 11 сентября 2014 года открыта ландшафтная композиция по случаю завершения строительства автодрома.
13—14 сентября 2014 года автодром в Сочи принял первые соревнования в своей истории. Это был этап Российской серии кольцевых гонок, одной из задач которого было протестировать трассу и все службы автодрома (судейские, телевизионные, обеспечивающие безопасность и др.), накануне первого в истории Гран-при России чемпионата мира по автогонкам в классе Формула-1. Победителями первых заездов в рамках РСКГ стали омич Михаил Грачёв в «Объединённом 2000» и казанец Ильдар Рахматуллин в «Объединённом 1600».
И только 20 сентября 2014 года трасса была открыта официально.
10—12 октября 2014 года на трассе прошла первая гонка семилетнего контракта на проведение соревнования Формулы-1 Гран-при России. На ежегодной Генеральной ассамблее Международной автомобильной федерации Гран-при России 2014 года был признан лучшим в Чемпионате Формулы-1.
В 2015 году на автодроме впервые в истории России состоялись международные гонки на спортивных колясках Rezept-Sport Wheelchair.
С 23 по 25 сентября 2022 года должна была состояться последняя гонка Формулы-1 на «Сочи Автодроме», а с 2023 года Гран-при России должен был проходить на автодроме «Игора Драйв» под Санкт-Петербургом. 25 февраля 2022 года, в связи с вторжением России на Украину, руководство Формулы-1 расторгла контракт в одностороннем порядке, и все будущие гонки на территории России были отменены.
В 2023 году трасса была укорочена до 2312 м, а временные трибуны демонтированы. Технические работы начались 6 ноября 2023 года. Об их завершении было объявлено 15 декабря 2023 года. Укороченный вариант трассы был создан ещё в момент её строительства, но до этого момента им ни разу не пользовались.

### Победители Гран-при России
| Сезон | Пилот           | Конструктор | Отчёт |
| ----- | --------------- | ----------- | ----- |
| 2021  | Льюис Хэмилтон  | Mercedes    | Отчёт |
| 2020  | Валттери Боттас | Mercedes    | Отчёт |
| 2019  | Льюис Хэмилтон  | Mercedes    | Отчёт |
| 2018  | Льюис Хэмилтон  | Mercedes    | Отчёт |
| 2017  | Валттери Боттас | Mercedes    | Отчёт |
| 2016  | Нико Росберг    | Mercedes    | Отчёт |
| 2015  | Льюис Хэмилтон  | Mercedes    | Отчёт |
| 2014  | Льюис Хэмилтон  | Mercedes    | Отчёт |

## Технические характеристики трассы до 2023 года[1]
- Длина большого круга — 5848 м;
- Длина малого круга — 2312 м;
- Ширина трассы — от 13 до 15 м;
- Направление движения — по часовой стрелке;
- Количество поворотов — 18 (12 правых и 6 левых);
- Рекорд скорости болида Формулы-1 — 343,1 км/ч[13];
- Средняя скорость болидов — 220,825 км/ч[13];
- Площадь трассы с инфраструктурой — 38,5 га.

## Инфраструктура

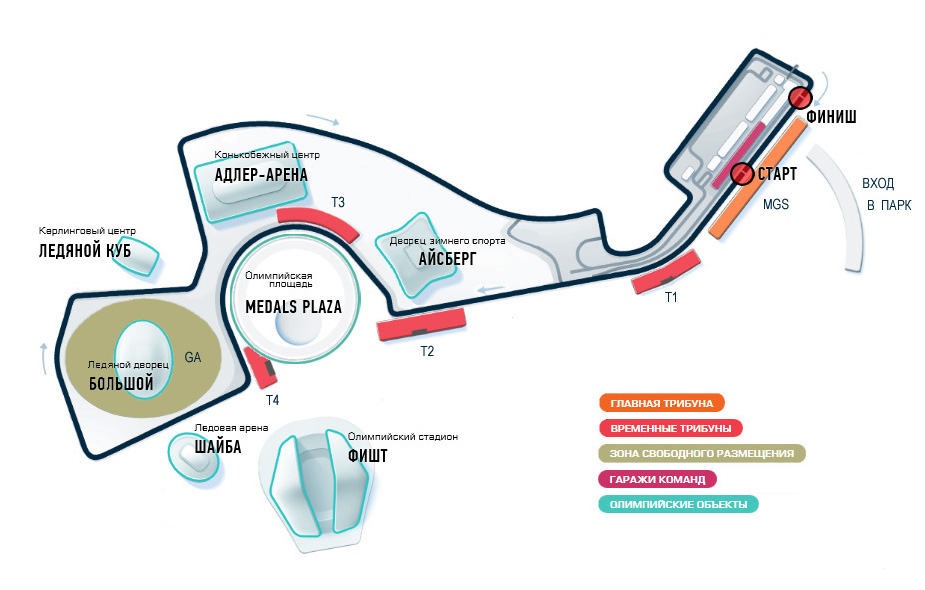
Схема Сочи Автодром до ноября 2023 года

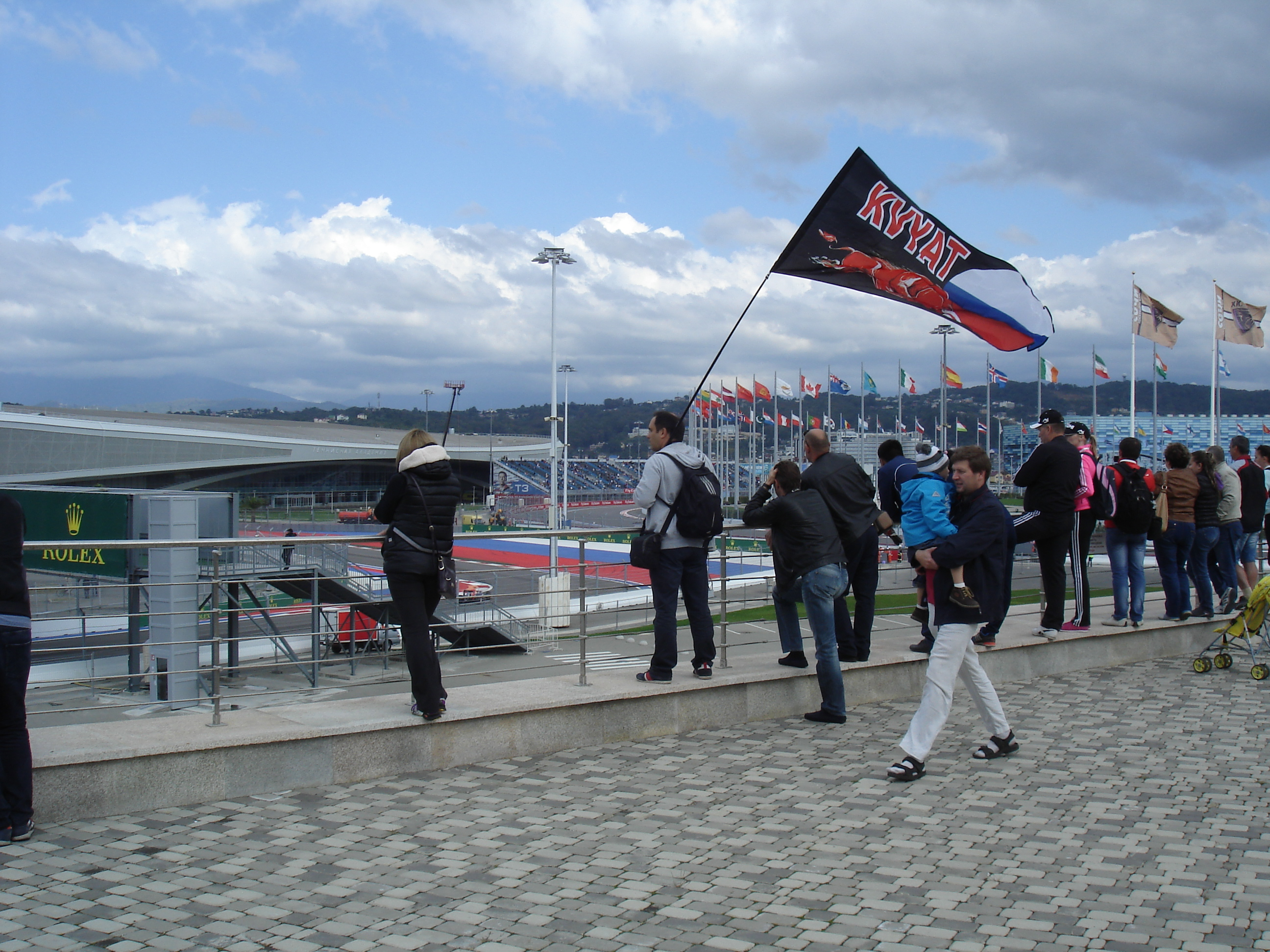
Вид на трибуну Т3 (трибуна Квята), Гран-при 2015 года

Трасса автодрома спроектирована немецким архитектором, разработчиком гоночных трасс Формулы-1 Германом Тильке. Проходит по территории Олимпийского парка. Добраться до неё можно общественным транспортом — автобусами и электропоездами «Ласточка», остановки которых находятся у главного входа в парк. Вход в парк и в Главную трибуну «Сириус Автодрома» свободный. В Главной трибуне (вход А) в общем доступе расположены макет Олимпийского парка, фотозоны с граффити и макетами болидов Формулы-1 и небольшая экспозиция картин. Здесь же находятся инфостойка и касса автодрома, зона ожидания и автомобильный музей.
Главная трибуна находится в капитальном здании. С 2014 по 2023 годы в целях проведения Гран-при России Формулы-1 на территории автодрома также находились временные разборные трибуны (на билетах обозначались как T1, T2, T3 и T4). В ноябре 2023 года временные трибуны были разобраны ввиду прекратившегося ежегодного проведения Гран-при Формулы-1. Трибуна T3 носила имя Даниила Квята, Т2 — Виталия Петрова. Зона свободного размещения (на билетах — GA) находилась на территории вокруг ледяного дворца «Большой». Мест для сидения в этой зоне не было, зато зрителям предоставлялась возможность передвигаться по территории этой зоны, наблюдая повороты трассы с 4-го по 9-й включительно, приближаясь к трассе на расстояние до 20 метров.
С 2014 по 2023 годы в период Гран-при Формулы-1 оставшаяся часть Олимпийского парка являлась прогулочной зоной, где могли находиться владельцы всех билетов. Здесь были расположены бутики с фирменной продукцией команд Формулы-1 и «Сочи Автодрома», пункты питания и биотуалеты. Всем была доступна Медальная площадь, на которой располагалась сцена для выступления артистов. Здесь же проводились автограф-сессии пилотов Формулы-1, в которой могли участвовать все владельцы билетов. В настоящее время вся территория Олимпийского парка является общедоступной. На территориях, высвободившихся после демонтажа временных трибун, создаются общественные пространства, а часть полотна большого кольца гоночного трека, которая находится непосредственно в Олимпийском парке, является прогулочной зоной.
По состоянию на 2024 год инфраструктура «Сириус Автодрома» включает:
- малое кольцо гоночного трека, длиной 2312 м;
- Главную трибуну, в которой расположены автомобильный музей, игровая зона, инфоцентр, касса автодрома, а также общедоступные макет Олимпийского парка, фотозоны с граффити и макетами болидов, небольшая экспозиция картин;
- башню управления гонками, куда стекаются все телеметрические и видео данные с датчиков и камер, расположенных на треке;
- здание боксов команд, где расположены непосредственно боксы, имеющие выезд на пит-лейн, а также конференц-зал (является медиа-центром в период проведения гоночных мероприятий), ложи для мероприятий, а также офисные помещения;
- здания команд, в которых размещались гоночные команды в период проведения Гран-при России Формулы-1;
- медицинский центр для осуществления медицинского контроля и оказания первой помощи во время проведения гоночных мероприятий;
- картинг-центр, который расположен на территории, где в период проведения Гран-при России Формулы-1 размещался паддок гонок поддержки.

Ландшафтная композиция
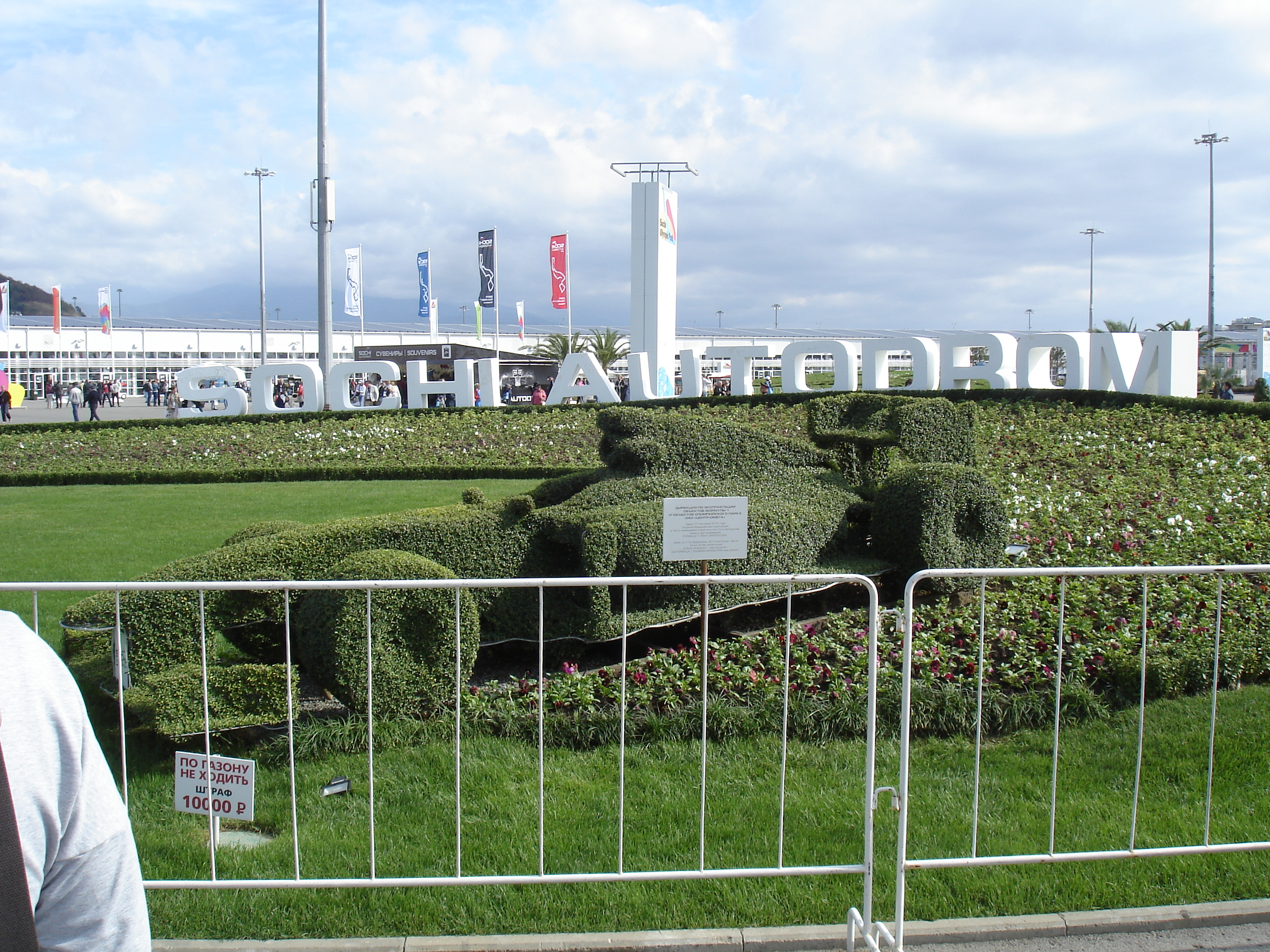
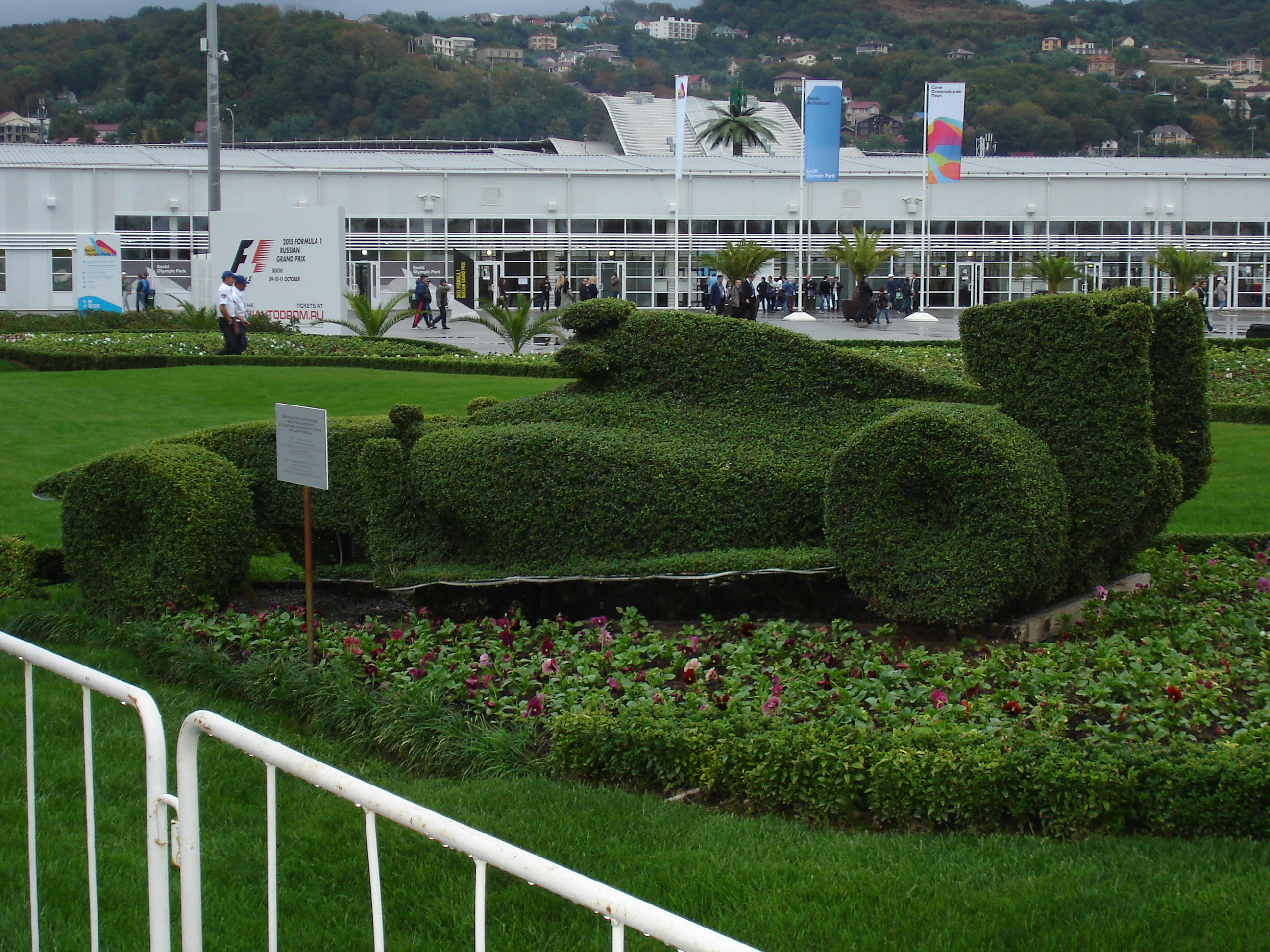
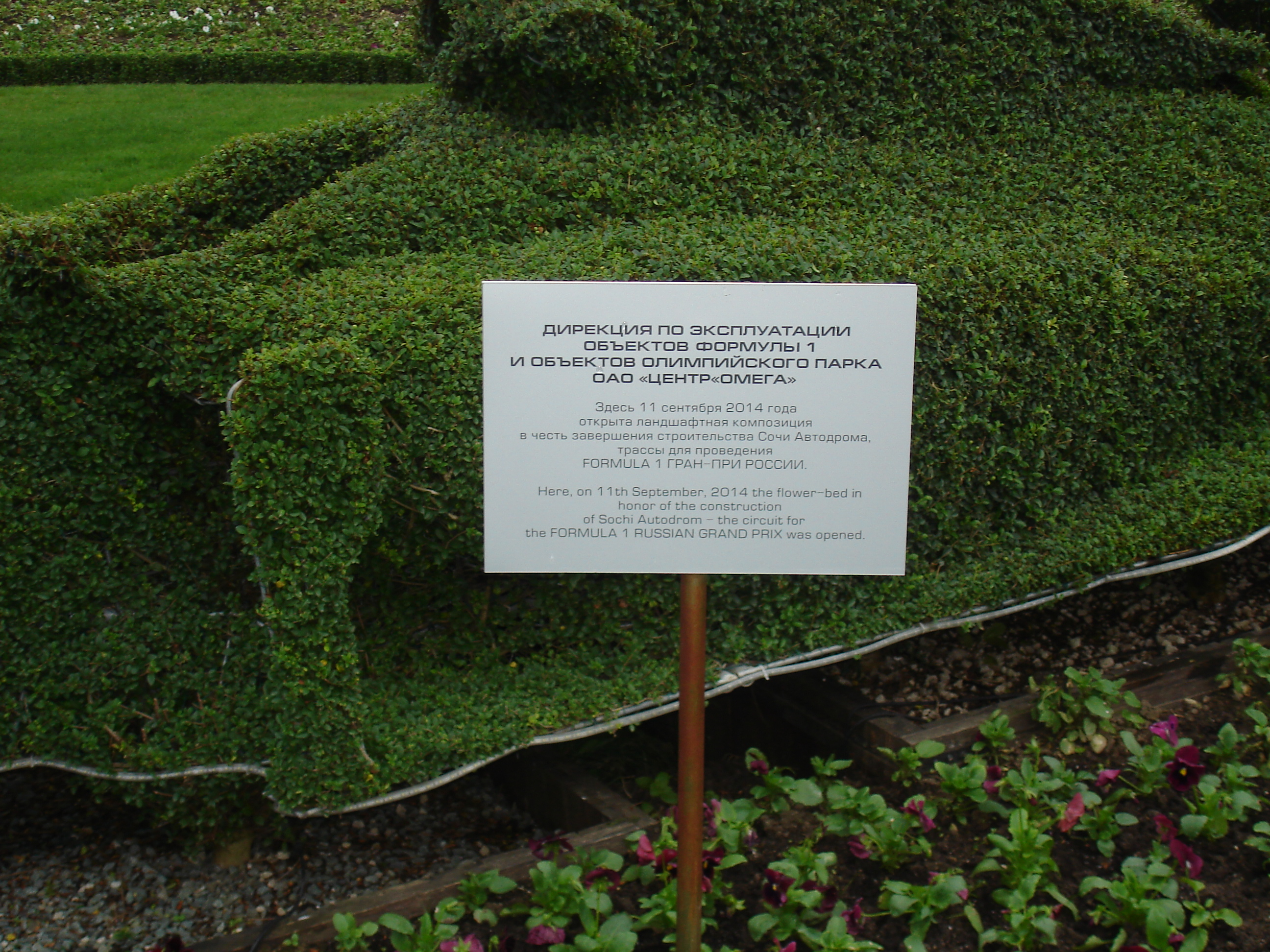

## Культурная программа Гран-при Формулы-1
Официально Гран-при России проходил три дня, но программа предусматривала четыре дня спортивно-культурных мероприятий. В первый день, который не входил в Гран-при, зрители могли прогуляться по пит-лейну, посмотрев на работу команд, и принять участие в автограф-сессии, а также в развлекательных программах. В следующие же дни проходили выступления на сцене, расположенной на Медальной площади, приглашенных артистов. Хедлайнерами Гран-при 2014 и 2015 годов были Ленни Кравиц и Натали Имбрулья соответственно. В 2016 году присутствовали только российские артисты, среди которых были Банд’Эрос, Нюша и Ёлка.

## Фотогалерея

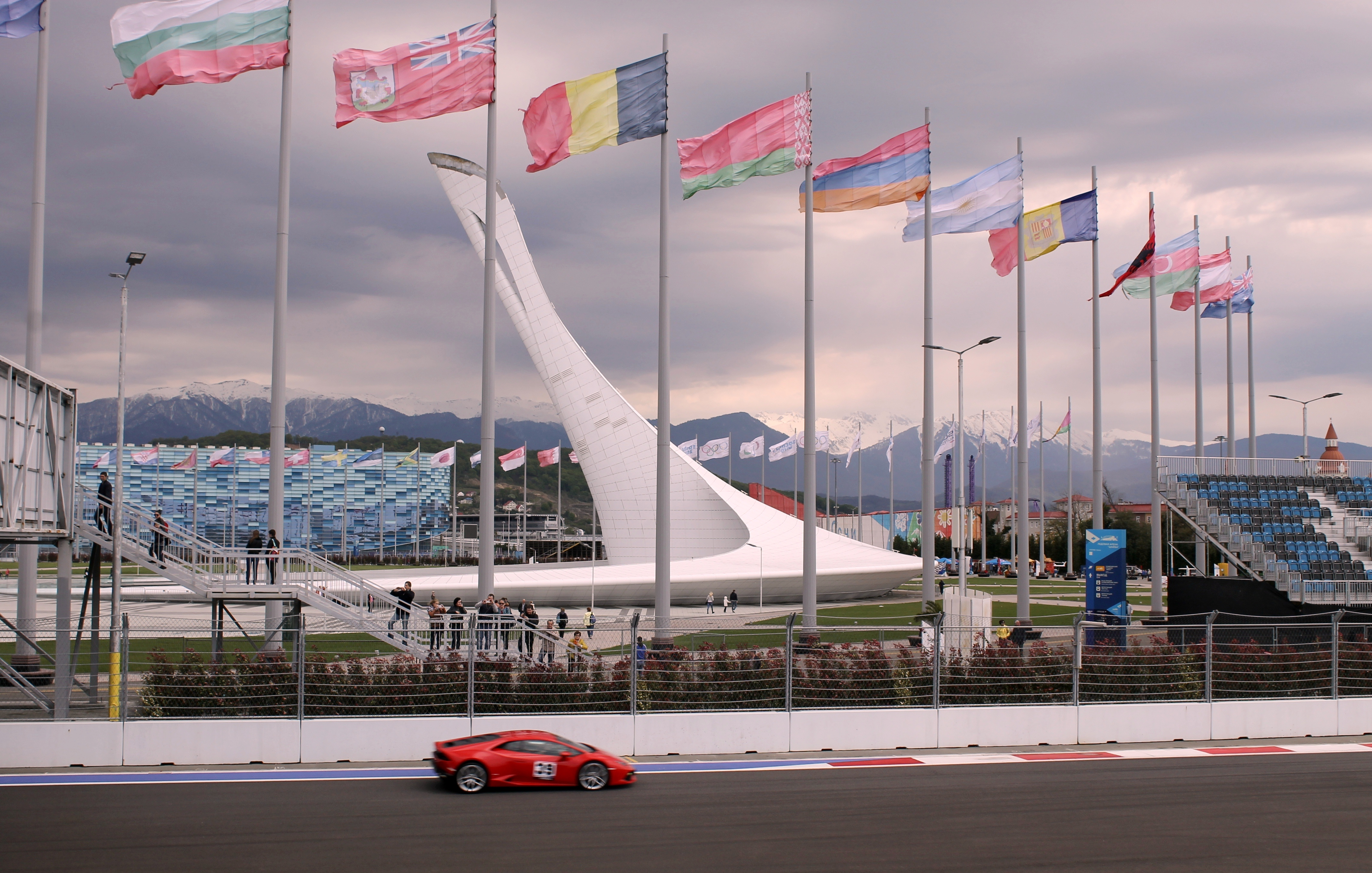
На трассе Сочи Автодром в Олимпийском парке
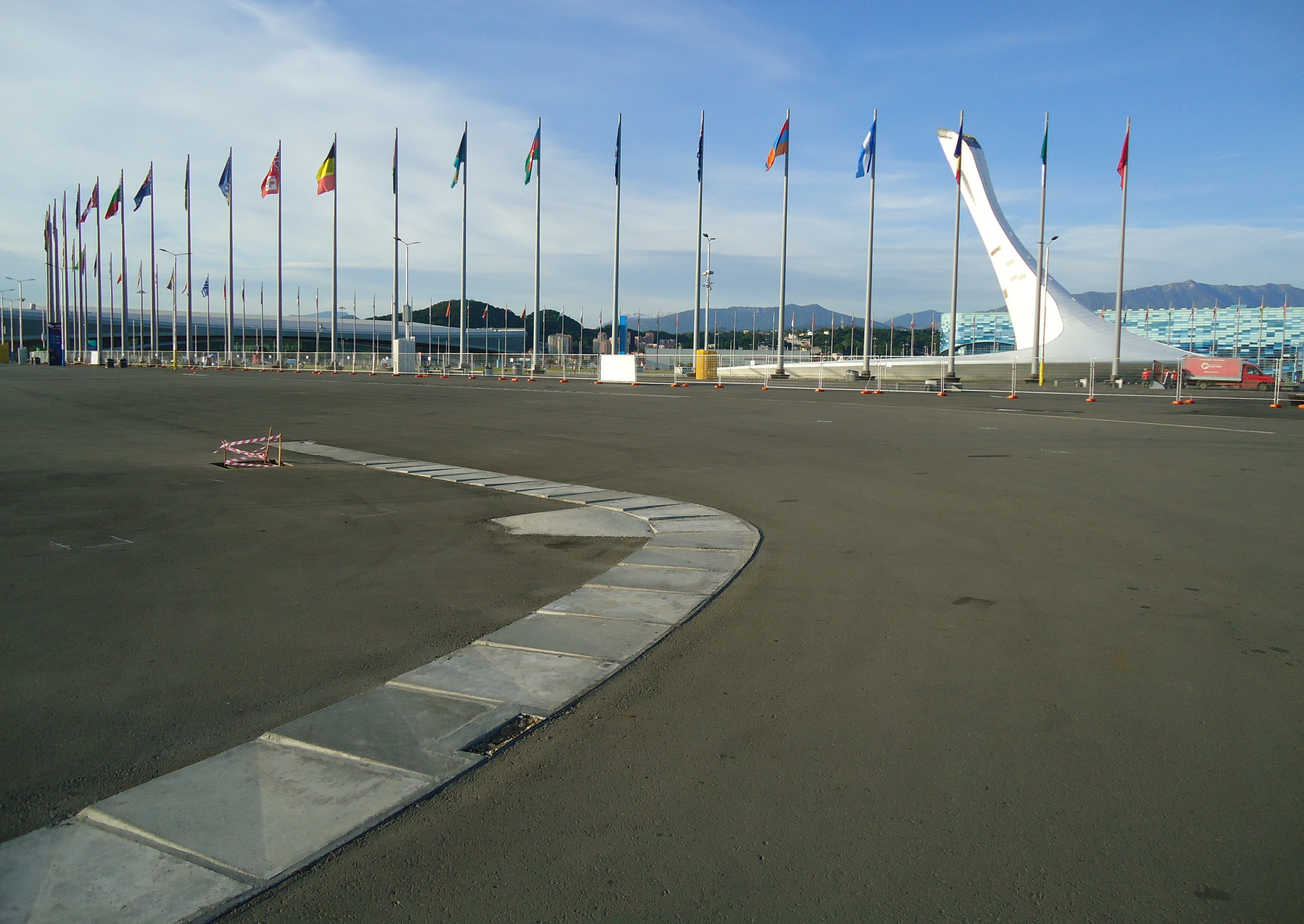
5-й поворот трассы
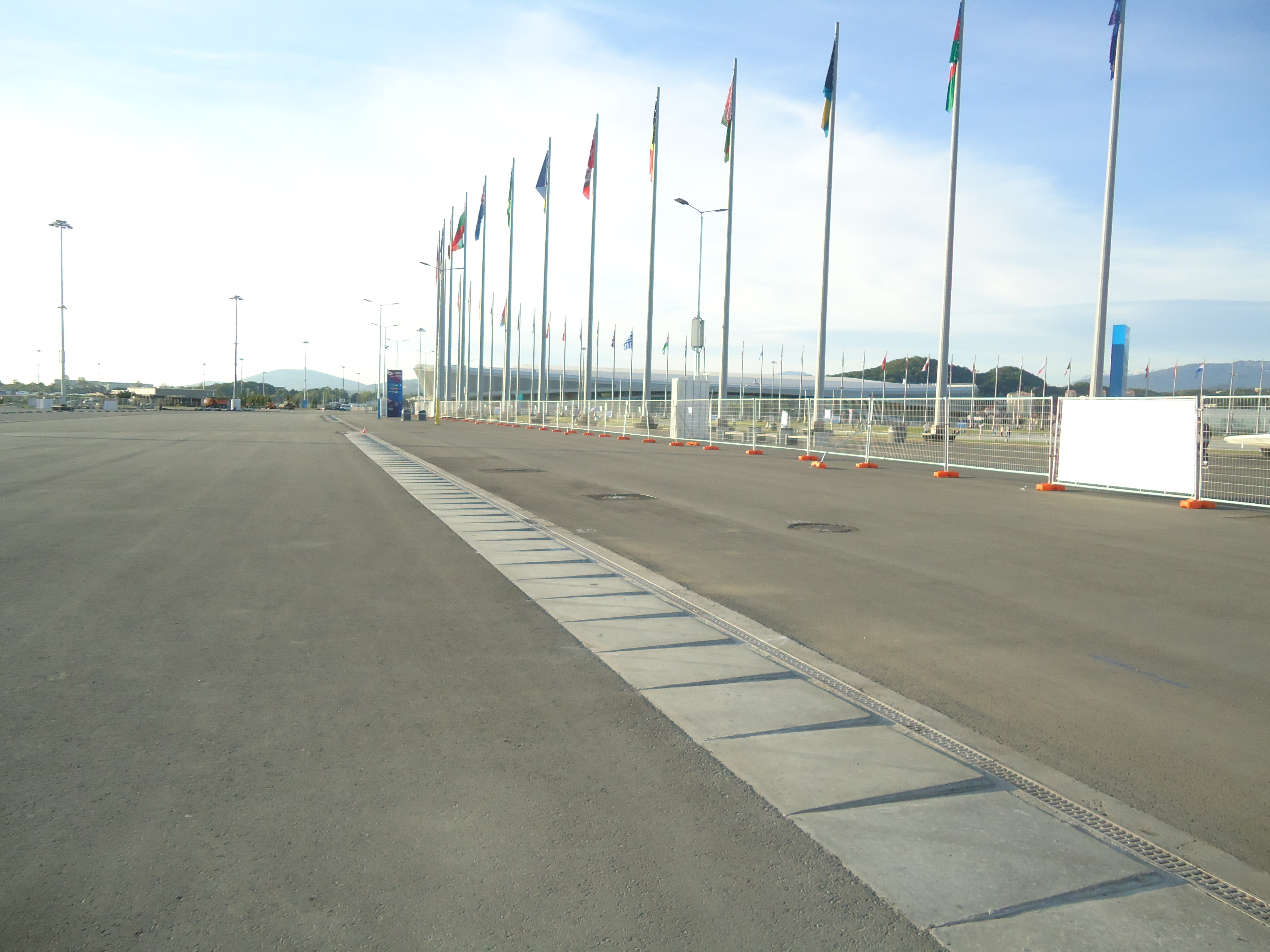
Участок трассы между 4-м и 5-м поворотами
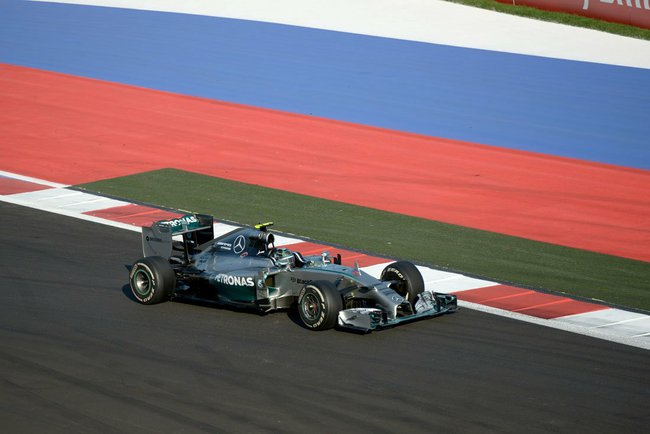
Нико Росберг на Гран-при России 2014 года

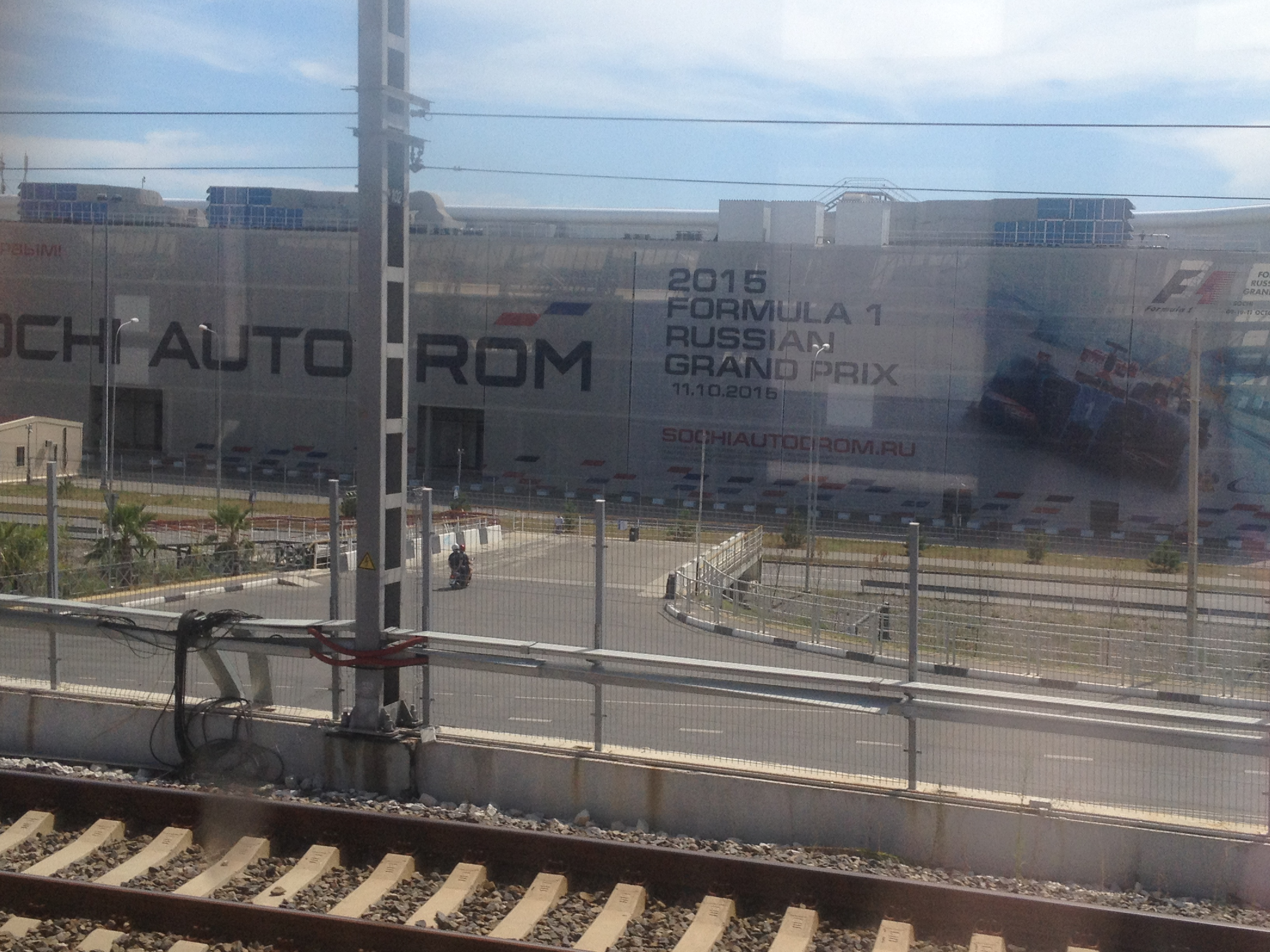
Баннер Гран-при России 2015 года
Вид на трибуну Т3 рядом с Адлер-Ареной
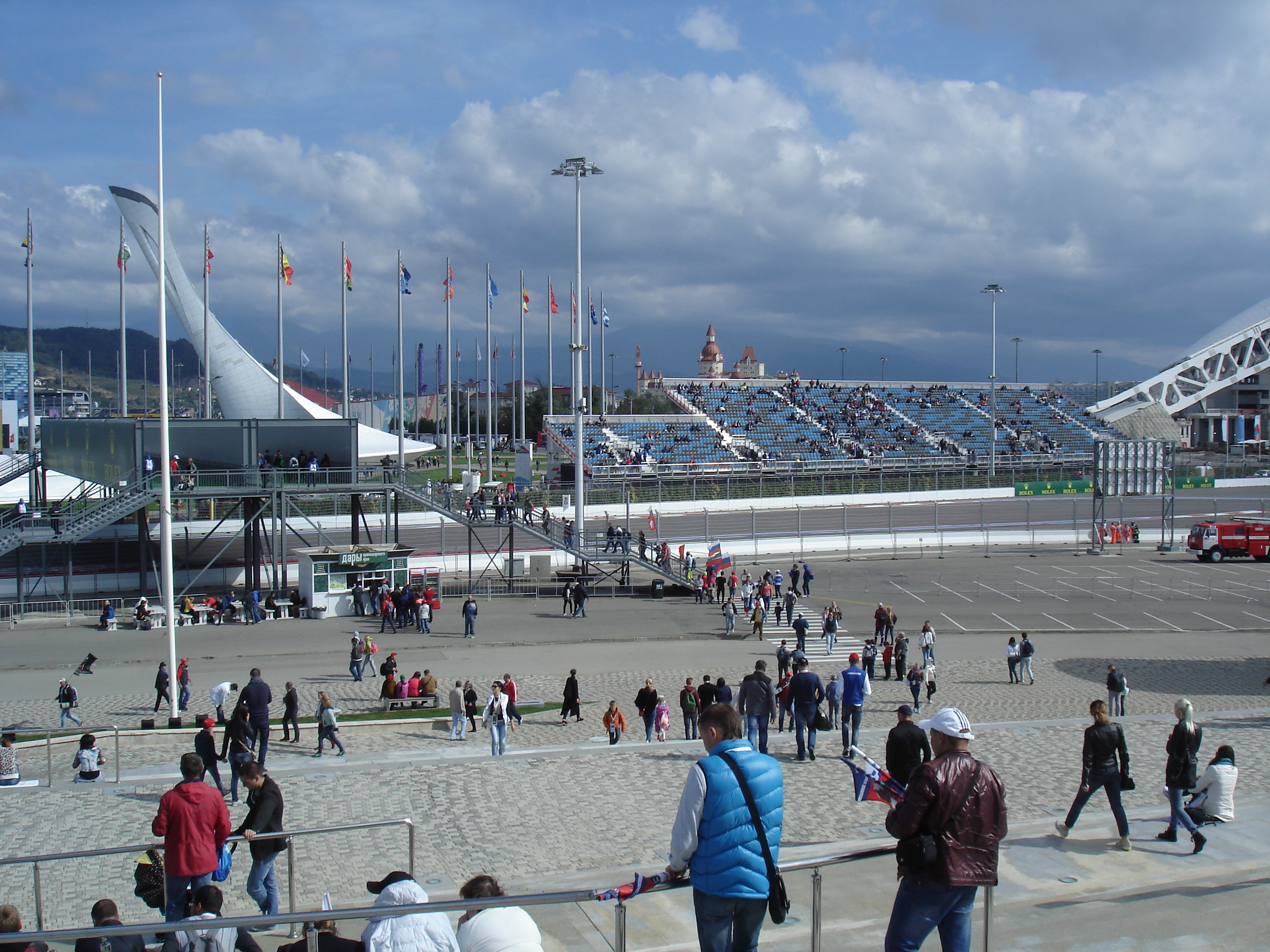
Вид из зоны свободного размещения на трибуну T4
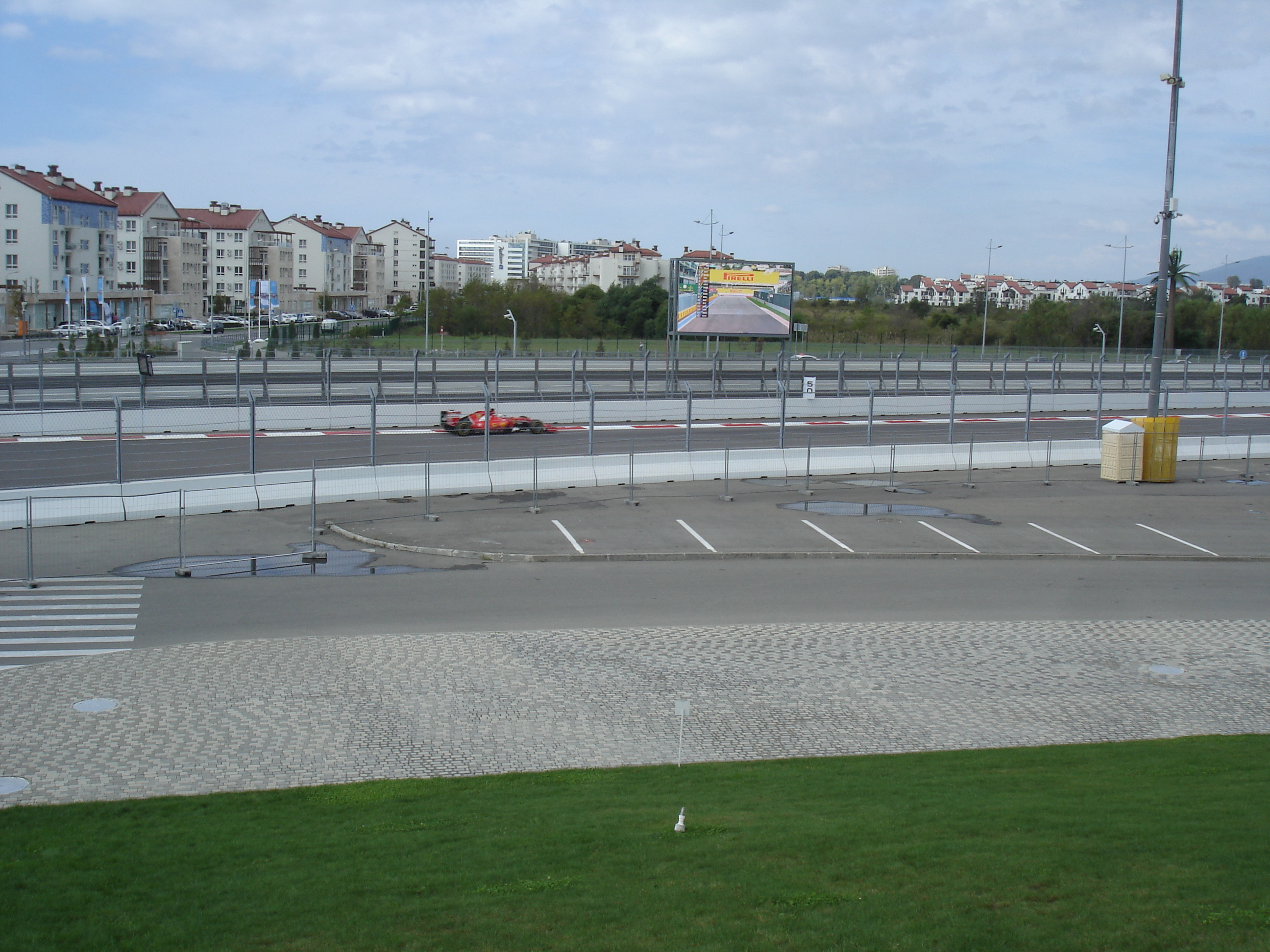
Вид из зоны свободного размещения на болид Ferrari

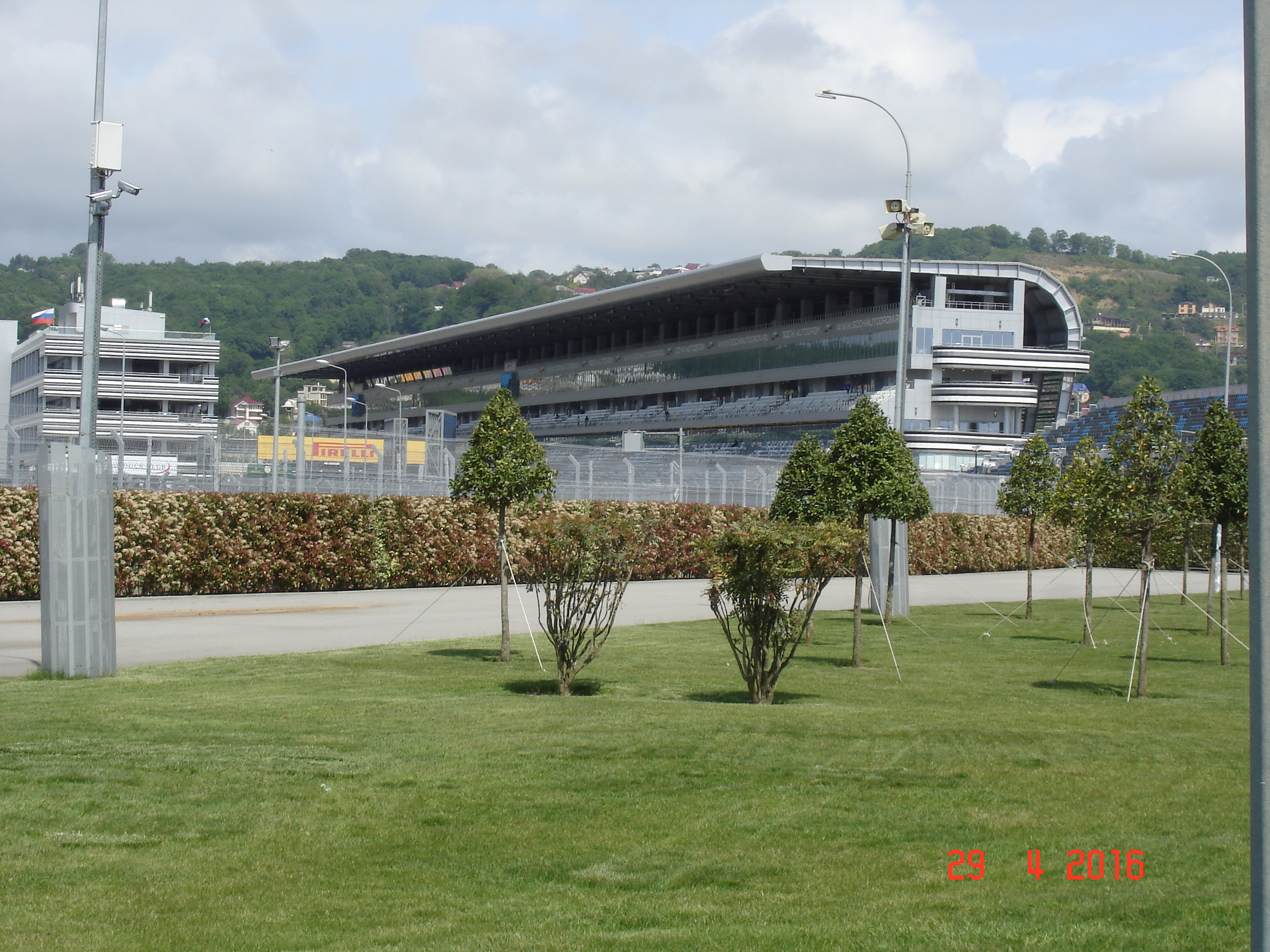
Главная трибуна
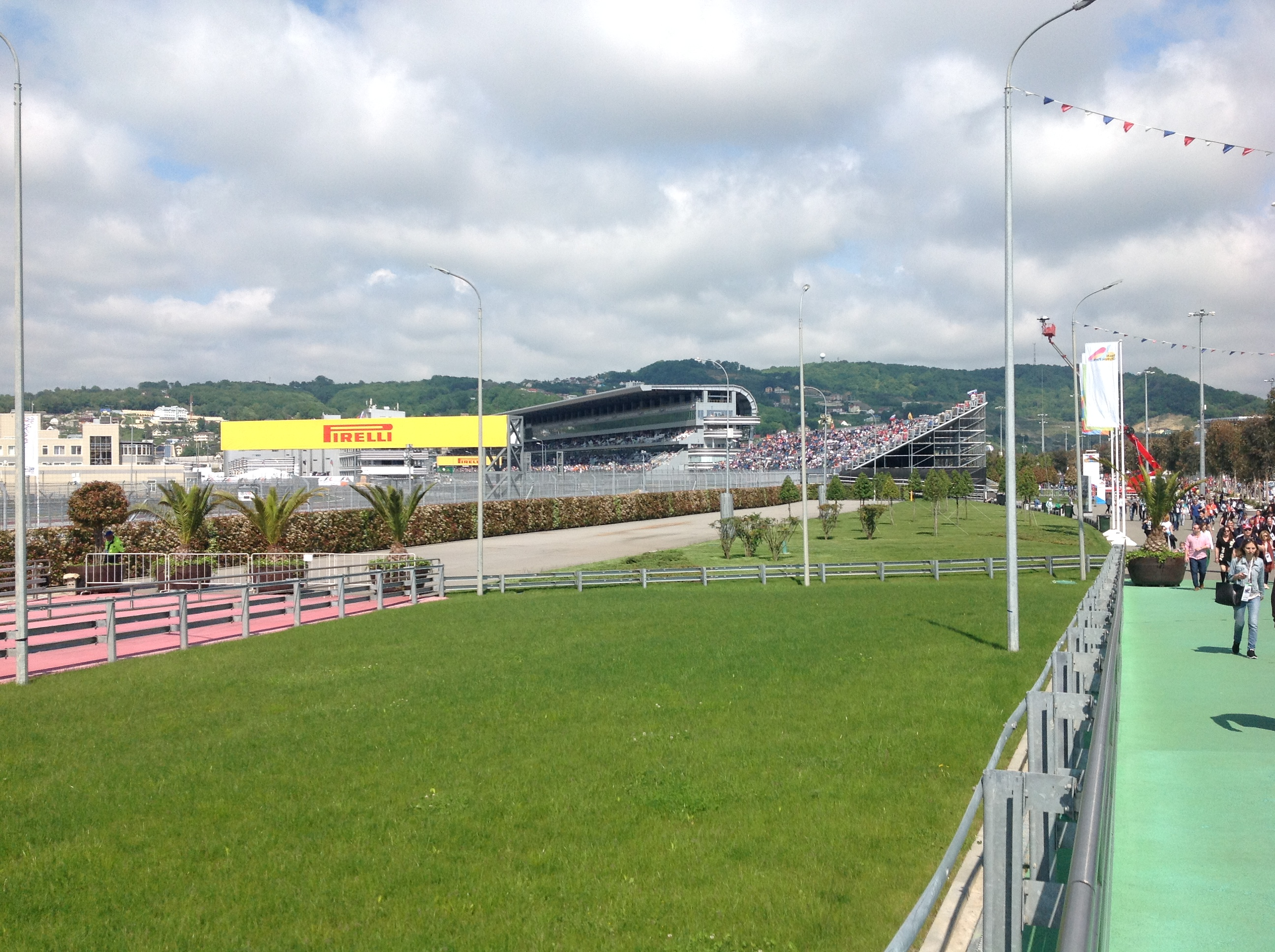
Главная трибуна и трибуна Т1
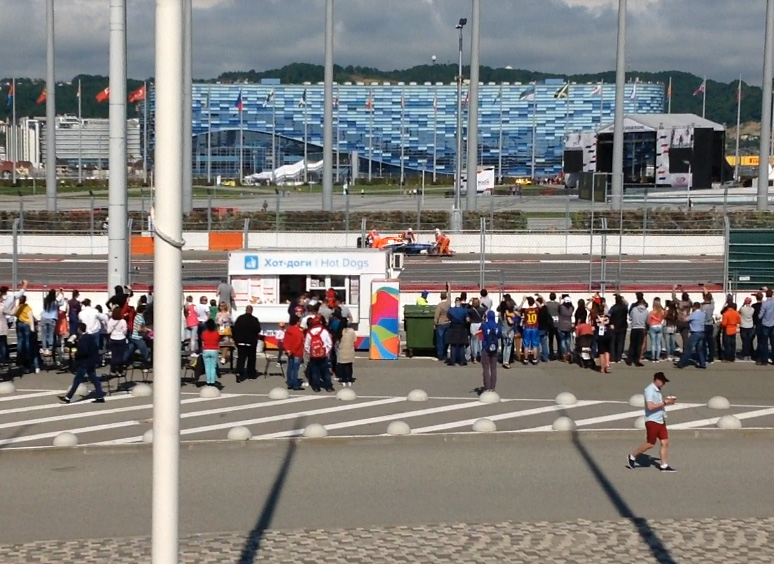
Эвакуация болида Manor Рио Харьянто с трассы
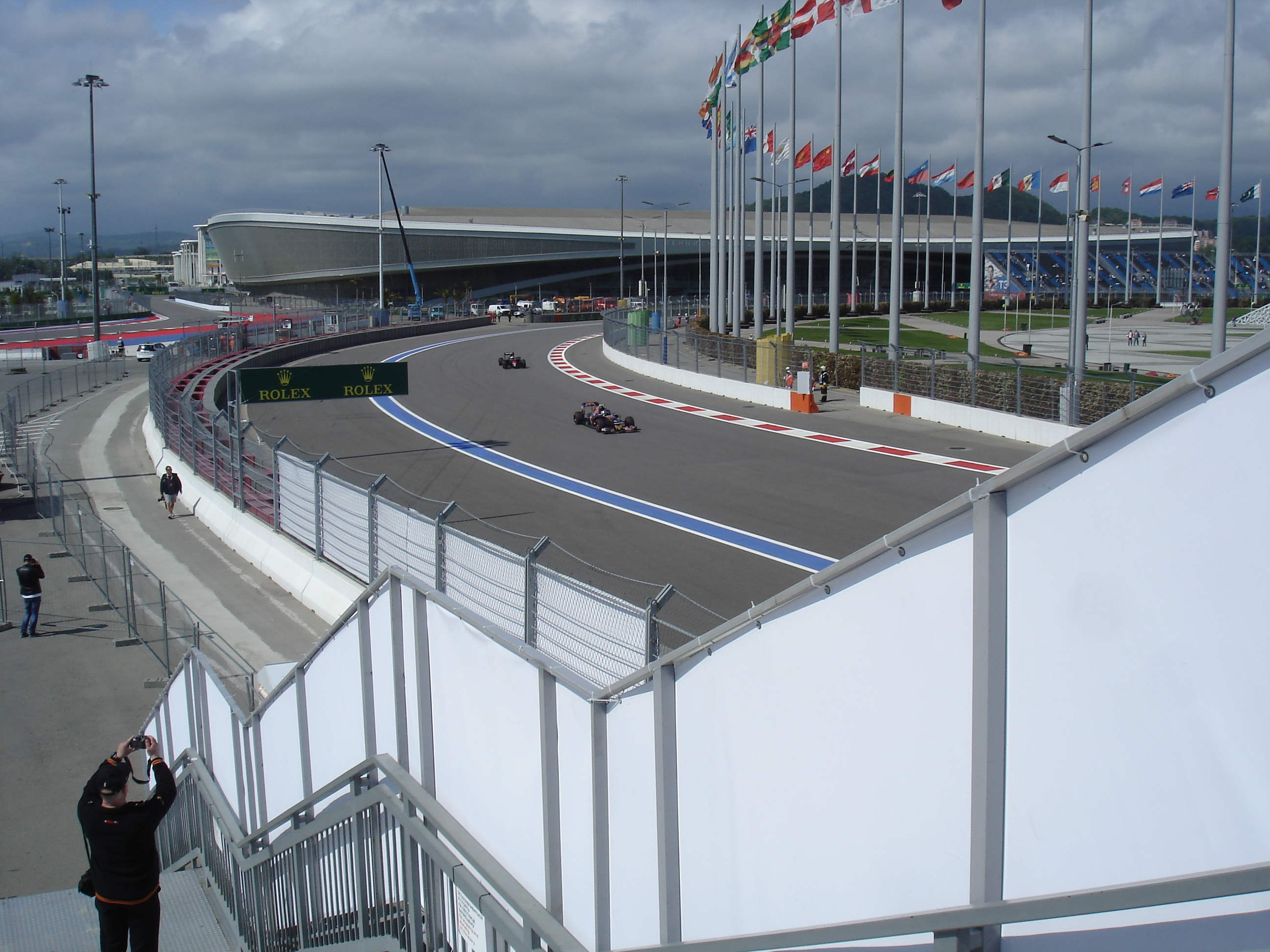
Болид Toro Rosso на трассе
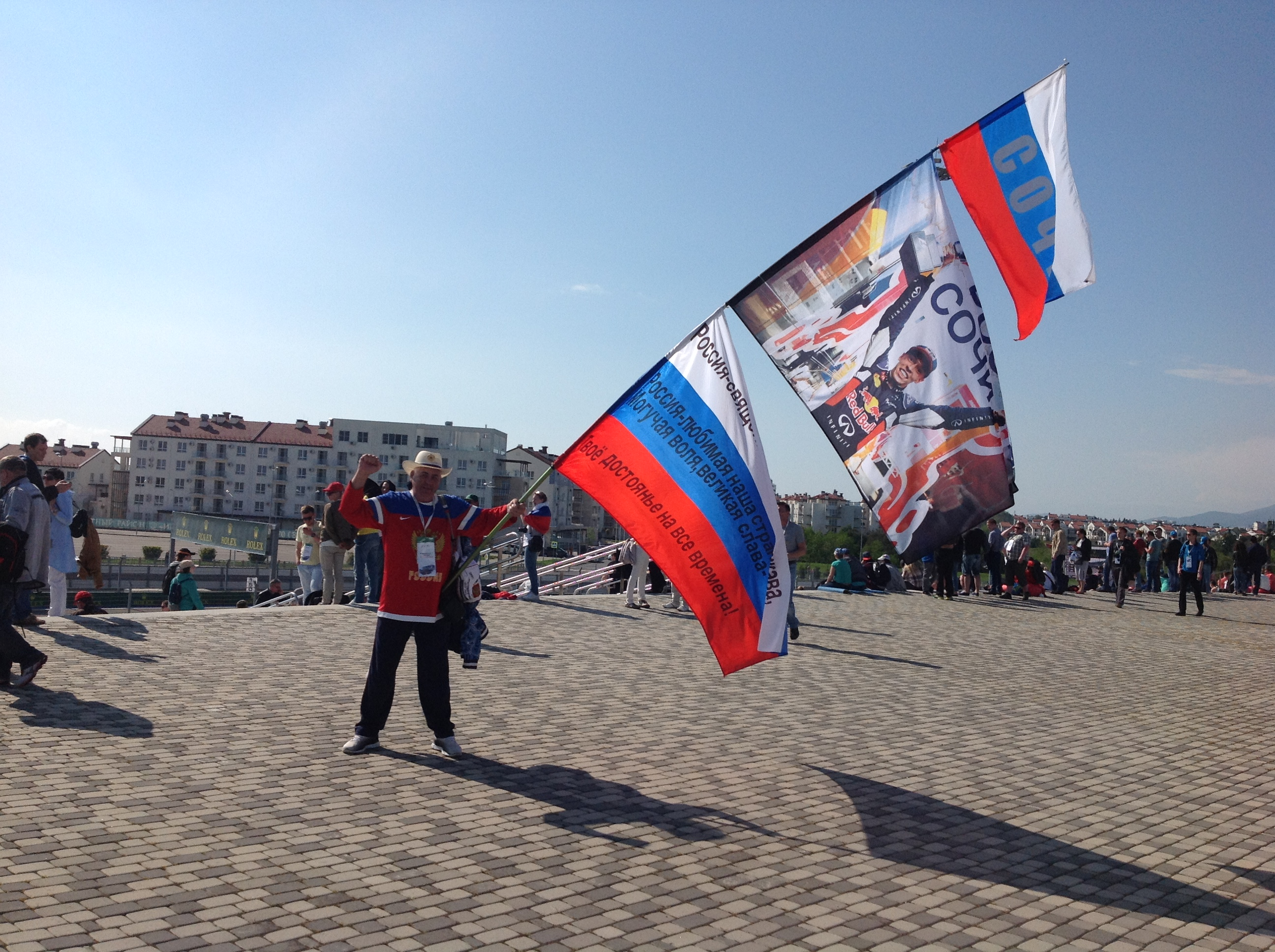
Фанат гонок из Сочи
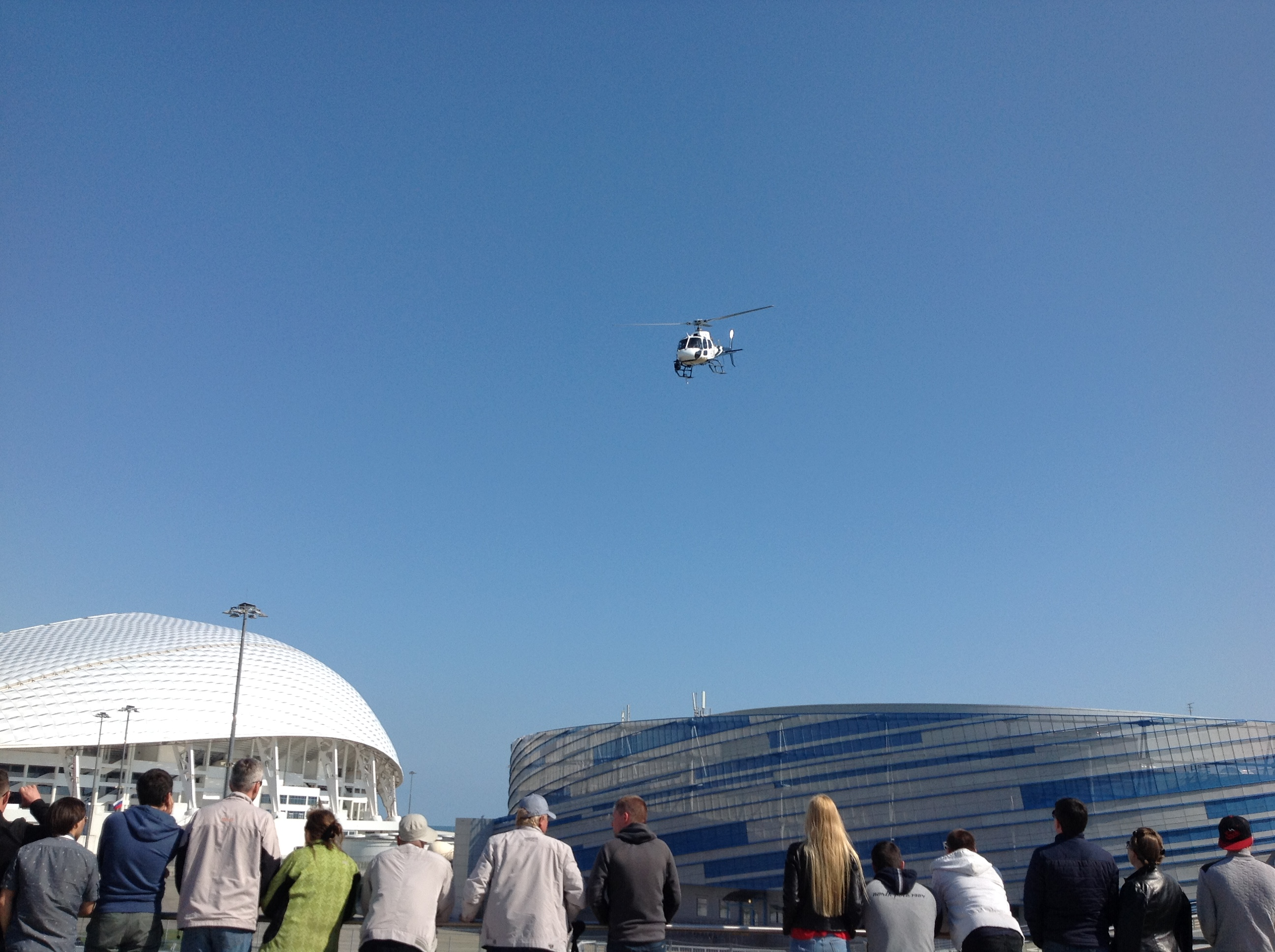
Вертолёт аэросъёмки
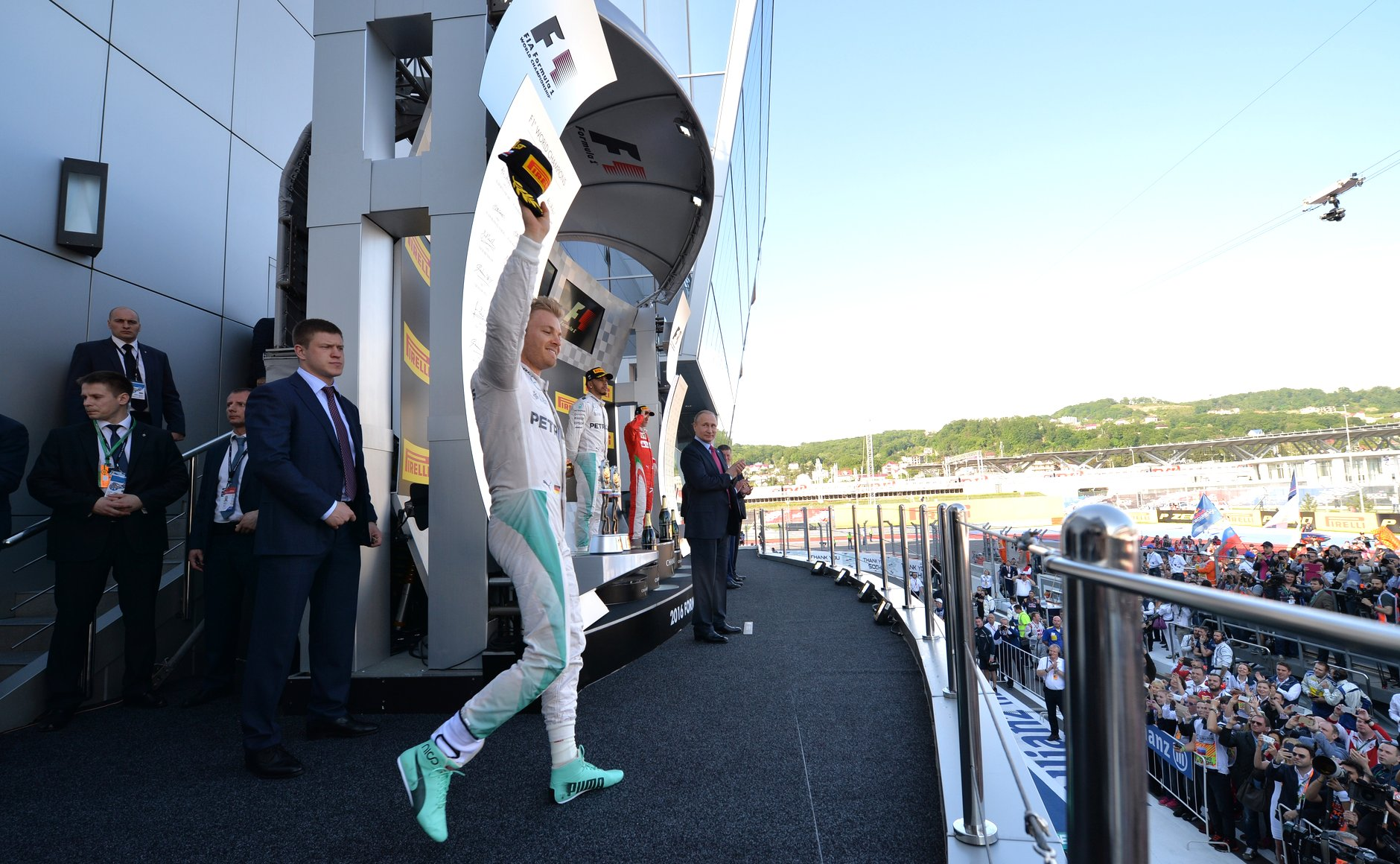
Выход на подиум победителя — Нико Росберга
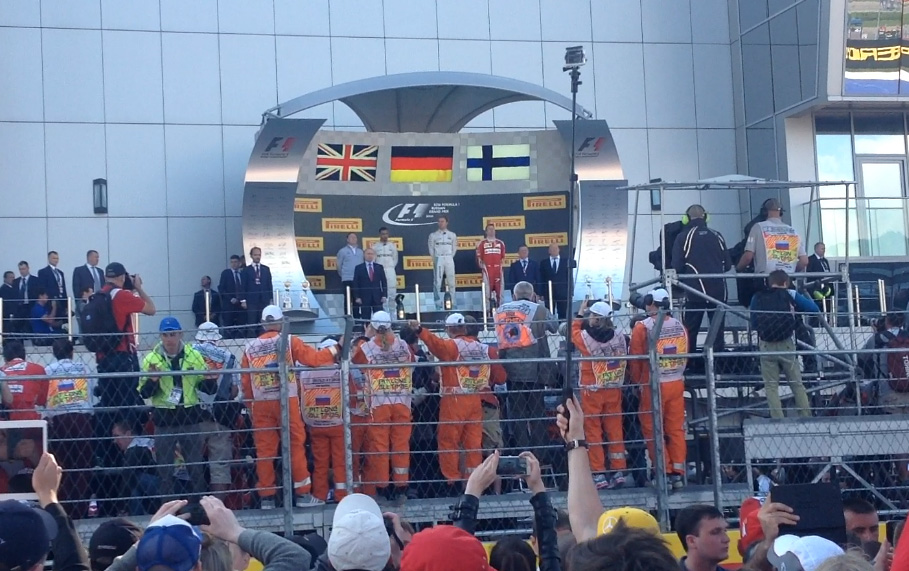
Президент России перед награждением пилотов
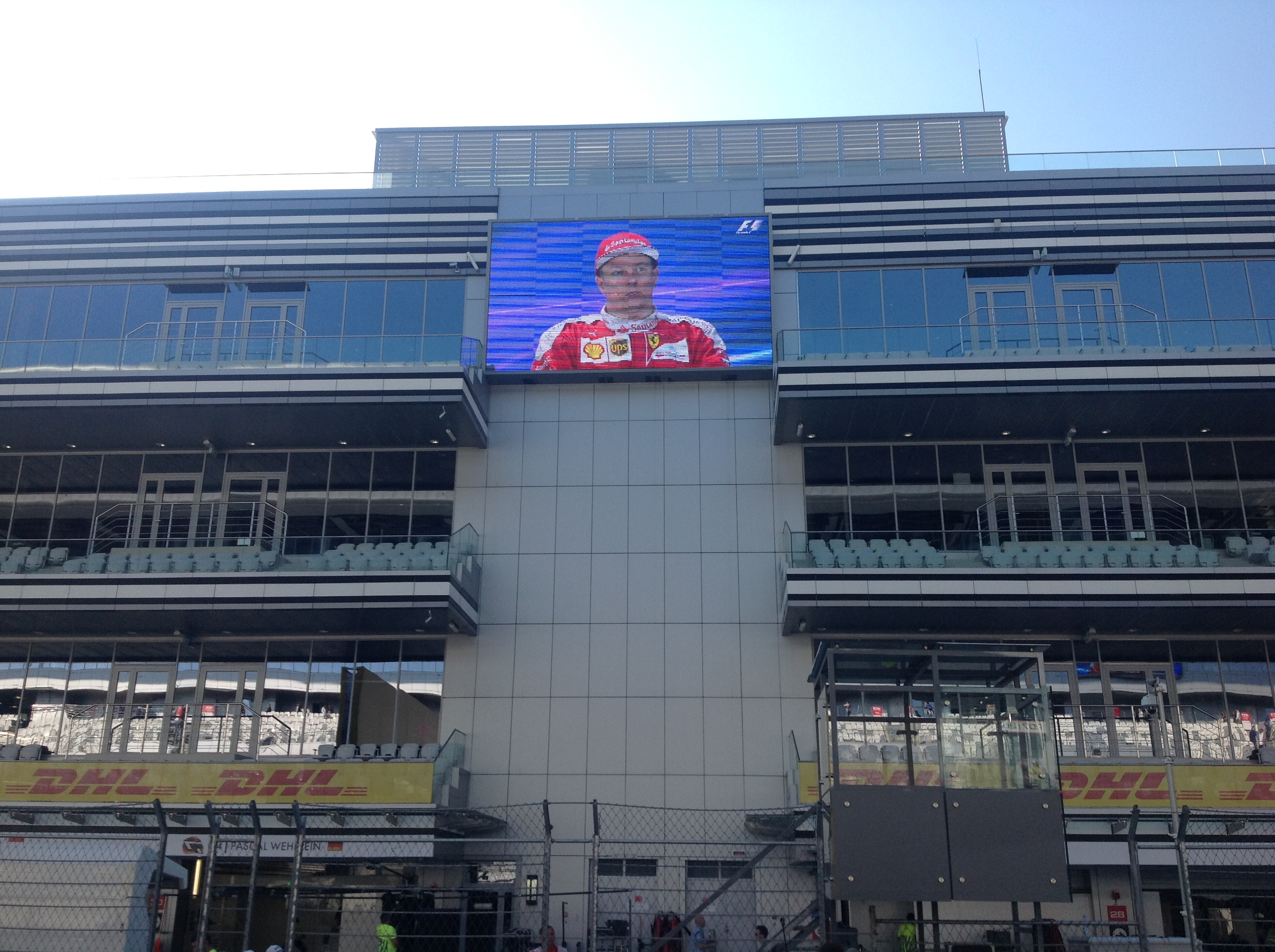
Кими Райкконен на пресс-конференции